# 布拉茨克水庫
布拉茨克水库是安加拉河上的水库，位于俄罗斯伊尔库茨克州和乌斯季奥尔登斯基布里亚特自治州内，取名于水库旁最大的城市布拉茨克。布拉茨克水库建于1954年－1966年间，是当时世界最大的人工湖。
水库上的土坝1967年完成，堤壁高度125米，长度4417米，总装机容量450万千瓦。

## 外部連結
- 圖片及介紹 （页面存档备份，存于）
- 请检查|chapter-url=值 (帮助).  1 3000 экз. М.: Роскартография. 2004: 246. ISBN 5-85120-217-3 （俄语）. （俄文）
- Описание и фотографии （页面存档备份，存于） （俄文）
- Данные о Братском водохранилище （俄文）
- Поиск по данным государственного водного реестра - вдхр. Братское （页面存档备份，存于） （俄文）